# Гриньки (Житомирская область)
Гриньки (укр. Гриньки) — село на Украине, основано в 1625 году, находится в Барановском районе Житомирской области.
Код КОАТУУ — 1820683002. Население по переписи 2001 года составляет 325 человек. Почтовый индекс — 12741. Телефонный код — 4144. Занимает площадь 10,301 км².

## Адрес местного совета
12741, Житомирская область, Барановский р-н, с.Кашперовка